# Salvador Freixedo
Salvador Freixedo (18 tháng 4 năm 1923 – 25 tháng 10 năm 2019) là một linh mục Công giáo Tây Ban Nha và là thành viên của Dòng Tên. Là một nhà UFO học và nhà nghiên cứu về các chủ đề huyền bí, ông đã viết một số cuốn sách nói về mối quan hệ giữa tôn giáo và sinh vật ngoài hành tinh, và là một diễn giả trong một số hội nghị UFO quốc tế ở châu Âu, châu Mỹ và châu Á. Ông cũng là người đóng góp cho một số tạp chí mang hơi hướng cận khoa học, chẳng hạn như Mundo Desconocido (Thế giới vô danh), Karma 7 và Más allá (Vượt ra ngoài) trong số những tạp chí khác. Ông cũng xuất hiện trong một số chương trình TV và phát thanh dành riêng cho các đề tài này.

## Tiểu sử
Ông sinh ra ở O Carballiño (Ourense, Galicia, Tây Ban Nha), vào năm 1923, trong lòng của một gia đình mộ đạo sâu sắc (anh trai ông là một tu sĩ Dòng Tên và chị gái ông là một nữ tu). Khi ông lên năm tuổi, gia đình ông chuyển đến Ourense, và đó là nơi ông bắt đầu việc học đầu tiên, theo học trường tiểu học tại Saint Vincent Paul Nuns và trường cấp hai tại Học viện Otero Pedrayo. Năm 16 tuổi, ông gia nhập Dòng Tên và được phong chức linh mục vào năm 1953, tại Santander, Tây Ban Nha. Ông là một thành viên của Dòng Tên trong suốt ba mươi năm.
Ông sinh sống tại một số quốc gia ở châu Mỹ từ năm 1947, với vai trò là một tu sĩ Dòng Tên, ông giảng dạy môn Lịch sử Giáo hội tại Chủng viện Liên Giáo phận thành phố Santo Domingo, và ông đứng ra thành lập Phong trào Thanh niên Lao động Công giáo ở San Juan, Puerto Rico. Ông là phó giám đốc quốc gia của phong trào này ở La Habana.
Ông từng nghiên cứu về nhân văn học tại Salamanca, triết học tại Universidad de Comillas (Santander), thần học ở Alma College tại San Francisco (California), tu khổ hạnh tại Mont Laurier (Canada), tâm lý học tại Đại học Los Angeles (California) và Đại học Fordham thuộc Thành phố New York.
Từ những năm 1950, vị thế quan trọng của ông đối với tình hình của Giáo hội Công giáo và việc xuất bản một số sách đã khiến ông phải ngồi tù và bị trục xuất khỏi các quốc gia như Cuba và Venezuela, và cũng bị loại khỏi Dòng Tên vào năm 1969.
Kể từ những năm 1970, ông tận tâm nghiên cứu trong lĩnh vực cận tâm lý học, đặc biệt là hiện tượng UFO và mối liên hệ của nó với tôn giáo và lịch sử loài người. Ông đã xuất bản một số cuốn sách viết về chủ đề này, và thành lập Viện Nghiên cứu Siêu linh México, trong đó ông chủ trì Đại hội Quốc tế Vĩ đại Đầu tiên do một số cựu thành viên tổ chức.

## Tác phẩm văn học

### 1950 đến 1970
- Năm 1957, khi còn ở Cuba, ông đã viết cuốn sách đầu tiên có nhan đề: 40 Cases of Social Injustice (40 trường hợp bất công xã hội). Do áp lực từ phía chính phủ Batista ông chuyển đến Puerto Rico vào năm 1958.[7]
- Năm 1968, khi còn ở Puerto Rico, ông viết cuốn My Church Sleeps (Giáo hội của tôi ngủ gục) tuyên bố rằng Giáo hội có đầu óc hẹp hòi và tố cáo những gì mà ông coi là tinh thần truyền giáo nghèo nàn của một số nhà lãnh đạo và điều ông tin là sự bất hợp lý của một số giáo điều, chính vì vậy ông đã bị loại khỏi Dòng Tên.[10][11] Ở Tây Ban Nha, cuốn sách của ông đã bị cấm.[12]
- Năm 1970, cuốn sách Love, Sex, Courtship, Marriage, Children: Five Realities in Evolution (huyền thoại tôn giáo trong quan hệ của con người) của ông đã xuất hiện ở Venezuela. Ông bị bỏ tù và sau đó bị trục xuất khỏi đất nước này.[8]

### 1970 đến 2012
Kể từ lúc rời xa Dòng Tên, ông dành hết tâm huyết cho việc nghiên cứu các hiện tượng huyền bí, coi đó là một cửa sổ cho các thực tại khác và các chiều kích khác của sự tồn tại. Ông đã xuất bản hơn ba mươi cuốn sách, nhiều cuốn thảo luận về mối quan hệ có thể có giữa tôn giáo và người ngoài hành tinh, như: 
- Extraterrestres y creencias religiosas — cuando los OVNIs aterrizan los dogmas vuelan (1971) (tiếng Tây Ban Nha: Người ngoài hành tinh và tín ngưỡng tôn giáo – Khi UFO hạ cánh, Giáo điều tung bay)
- El diabólico inconsciente – Parapsicología y Religión (1973) (tiếng Tây Ban Nha: Tiềm thức ma quỷ – Cận tâm lý học và tôn giáo)
- Visionarios, místicos y contactos extraterrestres (La religión en la parasicología y OVNIs) (1977) (tiếng Tây Ban Nha: Nhà tiên tri, Thuyết thần bí, và cuộc tiếp xúc ngoài hành tinh — Tôn giáo giữa Cận tâm lý học và UFO)
- Israel, pueblo contacto (1978) (tiếng Tây Ban Nha: Israel: Người tiếp xúc)
- 60 casos de OVNIS (tiếng Tây Ban Nha: 60 Trường hợp UFO)
- ¿Por qué agoniza el Cristianismo? (1983) (tiếng Tây Ban Nha: Tại sao Kitô giáo chết?)
- Diccionario sulfúrico (tiếng Tây Ban Nha: Từ điển sulfuric)
- Curanderismo y Curaciones por la Fe (1983) (tiếng Tây Ban Nha: Thầy lang và chữa bệnh bằng niềm tin)
- ¡Defendámonos de los dioses! (1984) (tiếng Tây Ban Nha: Bảo vệ chúng ta khỏi các vị thần!)
- Las apariciones de El Escorial (Las Apariciones Marianas) (1985) (tiếng Tây Ban Nha: El Escorial hiển linh – Đức Mẹ hiện ra)
- Religión, política y microcefália (tiếng Tây Ban Nha: Tôn giáo, Chính trị và Bệnh đầu nhỏ)
- El Cristianismo: un mito más (1986) (tiếng Tây Ban Nha: Kitô giáo, chỉ là một huyền thoại)
- Los curanderos (1987) (tiếng Tây Ban Nha: Thầy lang)
- La granja humana (Ellos, los dueños invisibles de este planeta) (1988) (tiếng Tây Ban Nha: Trang trại con người; Họ, những người sở hữu vô hình của hành tinh này)
- La amenaza extraterrestre (1989) (tiếng Tây Ban Nha: Mối đe dọa người ngoài hành tinh)
- Interpelación a Jesús de Nazaret (1989) (tiếng Tây Ban Nha: Chất vấn Chúa Giêsu thành Nazareth)
- Apariciones religiosas: mito o realidad?; una explicación a fenómenos como el de Villa Alemana (1989) (tiếng Tây Ban Nha: Hiển linh tôn giáo, huyền thoại hay hiện thực?; một lời giải thích về các hiện tượng trong một ngôi làng Đức)
- Los contactados (1991) (tiếng Tây Ban Nha: Người tiếp xúc)
- Los hijos de la Nueva Era (1992) (tiếng Tây Ban Nha: Những đứa trẻ của Thời đại Mới)
- Los OVNIS, ¿una amenaza para la humanidad? (1992) (tiếng Tây Ban Nha: UFO, mối đe dọa cho nhân loại?)
- Biografía del fenómeno OVNI (1992) (tiếng Tây Ban Nha: Tiểu sử của hiện tượng UFO)
- ¿Qué son los OVNIS? (1993) (tiếng Tây Ban Nha: UFO là gì?)
- Fenómeno OVNI: Evidencias (1993) (tiếng Tây Ban Nha: Hiện tượng UFO, Bằng chứng)
- En los límites del universo (1994) (tiếng Tây Ban Nha: Trong số các giới hạn của vũ trụ)
- OVNIS y dioses depredadores (1995) (tiếng Tây Ban Nha: UFO và các vị thần săn mồi)
- Las religiones que nos separan (1995) (tiếng Tây Ban Nha: Tôn giáo chia rẽ chúng ta)
- Videntes, visionarios y vividores (1998) (tiếng Tây Ban Nha: Nhà tiên tri, hão huyền và kẻ lừa dối)
- Un gallego llamado Cristóbal Colón, redescubridor de América (2002)[13] (tiếng Tây Ban Nha: Một người Galicia gọi là Christopher Columbus, người tái khám phá châu Mỹ)
- La Expaña de Z (2010) (tiếng Tây Ban Nha: Xpain xứ Z)
- Teovnilogía: El origen del mal en el mundo (2012)[14]  (tiếng Tây Ban Nha: Theoufology, gốc rễ của cái ác trên thế giới)